# Nattens madrigal
Nattens madrigal – Aatte hymne til ulven i manden (danés: "Madrigal de la noche, ocho himnos al lobo en el hombre") es el tercer álbum de estudio de la banda noruega Ulver, editado en 1997 por Century Media.
Este es un disco conceptual acerca de los lobos, la noche, la luna, y el lado oscuro del ser humano en relación con ellos.
Este es el último trabajo del grupo dentro de la temática black metal, sonido del que se alejarían radicalmente en los siguientes discos.

## Lista de temas
- "I"
- "II"
- "III"
- "IV"
- "V"
- "VI"
- "VII"
- "VIII"

## Personal
- Kristoffer Rygg ("Garm") – voz, letras
- Håvard Jørgensen – guitarra
- Torbjørn "Aismal" Pedersen – guitarra
- Skoll – bajo
- Erik Olivier "AiwarikiaR" Lancelot – batería, letras